# Lorenzo Sommariva
Lorenzo Sommariva (Genova, 5 agosto 1993) è uno snowboarder italiano.

## Biografia
In Coppa del Mondo ha esordito il 7 dicembre 2013 a Montafon (52ª). Ha rappresentato la Italia ai XXIII Giochi olimpici invernali di Pyeongchang 2018 in cui è stato eliminato nelle batterie, concludendo in ventiseiesima posizione nella gara di snowboard cross.
Nella stagione 2019/2020 si aggiudica la sua prima vittoria, nonché primo podio, in Coppa del Mondo a Cervinia risultato poi replicato a Big White. Al termine della stagione termina al secondo posto nella classifica di specialità di snowboard cross, alle spalle dell'austriaco Alessandro Hämmerle. Ai mondiali di Idre Fjäll 2021 conquista la medaglia d'argento nello snowboard cross a squadre assieme a Michela Moioli, dopo aver terminato la gara individuale al 19º posto.
All'Olimpiade di Pechino 2022 è stato eliminato agli ottavi nella gara di snowboard cross disputata al Genting Snow Park di Zhangjiakou.

## Palmarès

### Mondiali
- 1 medaglia
  - 1 argento (snowboard cross a squadre a Idre Fjäll 2021)

### Coppa del Mondo
- Miglior piazzamento nella Coppa del Mondo di snowboard cross: 2º nel 2020
- 8 podi:
  - 3 vittorie
  - 5 terzi posti

#### Coppa del mondo - vittorie
| Data             | Luogo     | Paese   | Disciplina |
| ---------------- | --------- | ------- | ---------- |
| 21 dicembre 2019 | Cervinia  | Italia  | SBX        |
| 26 gennaio 2020  | Big White | Canada  | SBX        |
| 12 marzo 2022    | Reiteralm | Austria | SBX        |